# Liste der Baudenkmäler in Babenhausen (Schwaben)

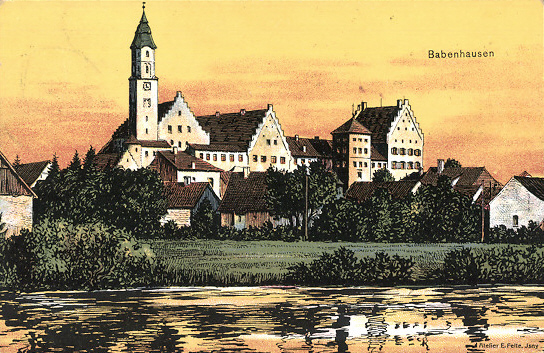
Babenhausen im Jahr 1910

Auf dieser Seite sind die Baudenkmäler in dem schwäbischen Markt Babenhausen zusammengestellt. Diese Tabelle ist eine Teilliste der Liste der Baudenkmäler in Bayern. Grundlage ist die Bayerische Denkmalliste, die auf Basis des Bayerischen Denkmalschutzgesetzes vom 1. Oktober 1973 erstmals erstellt wurde und seither durch das Bayerische Landesamt für Denkmalpflege geführt wird. Die folgenden Angaben ersetzen nicht die rechtsverbindliche Auskunft der Denkmalschutzbehörde.

## Ensembles

### EnsembleSchlossund Markt Babenhausen

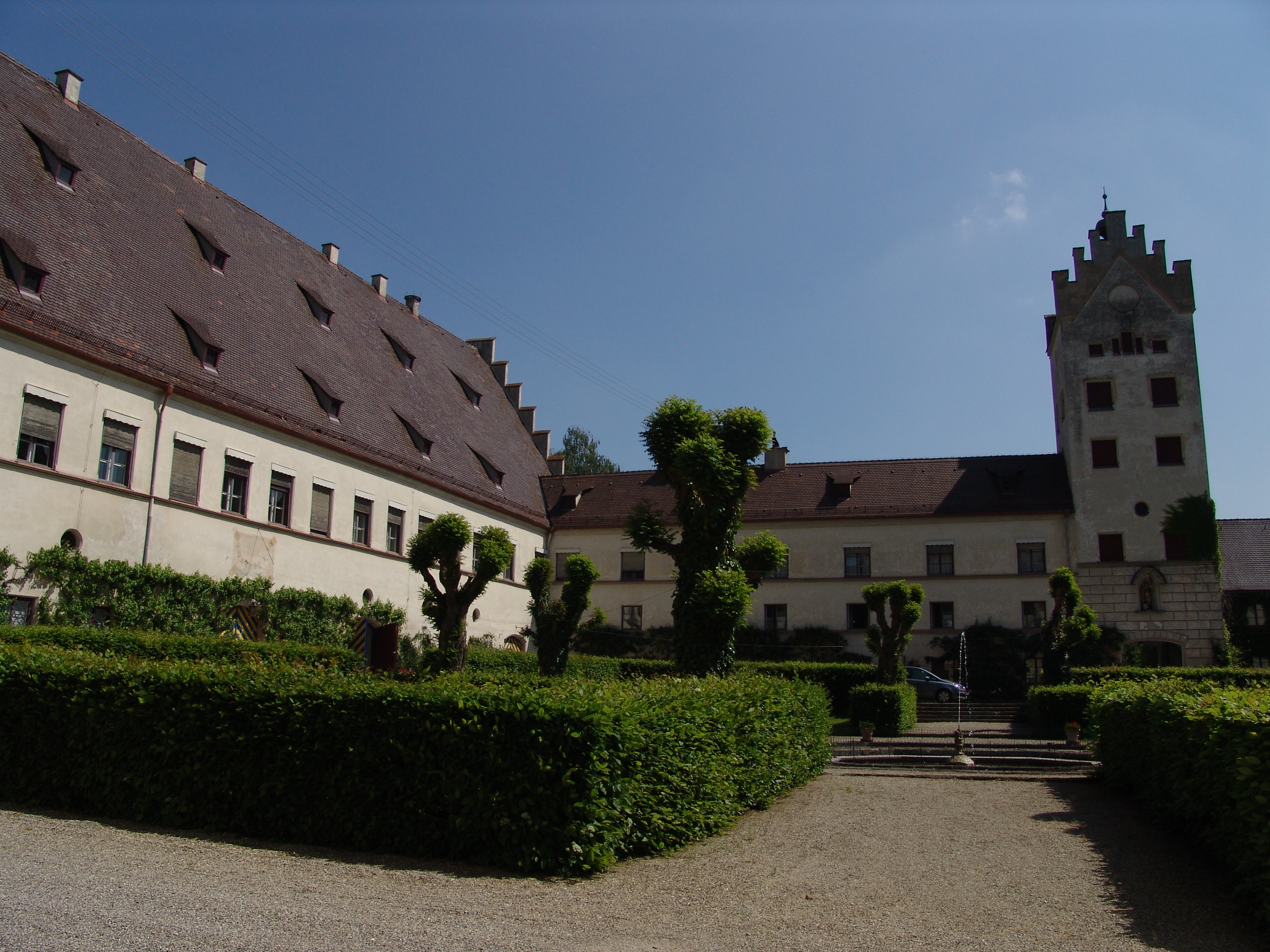

Das Ensemble umfasst den gesamten Schlossbereich mit dem Schlossgarten innerhalb der Ummauerung sowie den zugehörigen Wirtschafts- und Verwaltungsgebäuden; der Marktplatz und die Stadtgasse am Abhang des Schlossberges sind ebenfalls Teil des Ensembles.
Der stattliche und vielgestaltige Schlosskomplex besetzt den Rand einer Hochfläche und beherrscht mit seiner mächtigen Westfront den Markt, der sich zu seinen Füßen im Tal der Günz entfaltet hat. Die exakte Achsenbeziehung der regelmäßig angelegten Stadtgasse zur repräsentativen Front des hochgelegenen Schlosses mit drei Giebelfassaden und dem Turm der Pfarrkirche gibt dem Verhältnis von Schloss und Markt hierarchisches Gepräge. Die historischen Wurzeln der heutigen Anlage reichen ins Mittelalter zurück. Eine Burg – an gleicher Stelle wie das Schloss – wurde 1237 erstmals erwähnt; der Ort selbst besaß 1315 Stadtrecht – eine Stadtmauer ist nachweisbar. Eine Blüte erlebte die Stadt, als die Herrschaft in den Besitz der Herren von Rechberg überging, dokumentiert im alten Schlosstrakt, dem Rechbergbau. Im 15. Jahrhundert ging das Stadtrecht verloren.
1538 erwarb Anton Fugger die gesamte Herrschaft Babenhausen und gestaltete das Schloss und die öffentlichen Gebäude neu. Kirche und Schlossanlage wurden eng verbunden, der Turm der Kirche als Eckturm des Schlosses einbezogen. Neben dem Neuen Schloss entstanden weitläufige Wirtschaftsanlagen, Brauerei, Zehentstadel, Kanzlei und andere. Den Marktplatz vor dem Schloss entlang der Stützmauer besetzten wichtige öffentliche Bauten: am Übergang von der Stadtgasse zum Marktplatz die ehemaligen Verwaltungssitze fürstlicher und „städtischer“ Herrschaft, das ehemalige Fuggersche Gerichtsgebäude (im Kern 18. Jahrhundert, 1990 weitgehend erneuert) und das sogenannte alte Rathaus (1948–50 nach Brand wiederaufgebaut), als Abschluss des Marktplatzes im Norden das Pfarrhaus (1959 abgebrochen, Neubau zurückgesetzt). Das Ortsbild wird bestimmt durch stattliche Traufseit- und Giebelhäuser vor allem des 17./18. Jahrhunderts mit Veränderungen des 19. Jahrhunderts.
Aktennummer: E-7-78-115-1

## Baudenkmäler nach Ortsteilen

### Babenhausen
| Lage                                                                             | Objekt                                                                               | Beschreibung | Akten-Nr.              | Bild                          |
| -------------------------------------------------------------------------------- | ------------------------------------------------------------------------------------ | --- | ---------------------- | ----------------------------- |
| Am Schloßberg 16, Tirolerstraße 3, 5 (Standort)                                  | Wohnhaus                                                                             | Hakenförmige Gebäudegruppe von zweigeschossigen Satteldachbauten, nordöstlicher Teil Fachwerk verputzt, um 1685, westlicher Teil im Kern um 1570, stark erneuert | D-7-78-115-34 Wikidata | weitere Bilder                |
| Aspenstraße (Standort)                                                           | Katholische Wallfahrtskapelle St. Maria, sogenannte Aspenkapelle                     | Satteldachbau mit halbrundem Schluss, um 1700, im 19. Jahrhundert renoviert; mit Ausstattung | D-7-78-115-36 Wikidata | weitere Bilder                |
| Clemens-Hofbauer-Straße (Standort)                                               | Katholische Kerkerkapelle                                                            | 18. Jahrhundert; mit Ausstattung | D-7-78-115-2 Wikidata  | Katholische Kerkerkapelle     |
| Frauenstraße 1 (Standort)                                                        | Sogenanntes Frauenhaus, ehemaliger Zehentstadel der Wallfahrtskirche in Kirchhaslach | Zweigeschossiger, giebelständiger Satteldachbau. Erste Hälfte 18. Jahrhundert | D-7-78-115-3 Wikidata  | weitere Bilder                |
| Fürst-Fugger-Straße 2 (Standort)                                                 | Katholische Pfarrkirche St. Andreas                                                  | Dreischiffige Hallenkirche mit flachgedecktem Langhaus und eingezogenem Chor unter Stichkappentonne, nordwestlicher Turm mit geschwungenem Spitzhelm, Turmunterbau und Chor im Kern spätgotisch, Langhaus wohl erste Hälfte 16. Jahrhundert, Turmerhöhung 1562, nach 1645 erneuert, Umgestaltung wohl durch Michael Stiller 1714–17, Spitzhelm des Turmes 1782, Umgestaltung durch Franz Xaver Deutschenbaur 1846, Umgestaltung durch Joseph Anton Müller 1889; mit Ausstattung; vergleiche Ensemble | D-7-78-115-4 Wikidata  | weitere Bilder                |
| Fürst-Fugger-Straße 2, Hofgarten, Schloß 1, Schloß 6, Schloßgärtnerei (Standort) | Schloss der Fürsten Fugger-Babenhausen                                               | Monumentale Anlage, die Burg des 13. Jahrhunderts seit der Erwerbung durch Anton Fugger 1538-19. Jahrhundert ausgebaut Sogenannter Rechbergbau, dreigeschossiger Satteldachbau mit Treppengiebeln, 15. Jahrhundert Westlicher Quertrakt, dreigeschossiger Verbindungsbau mit Satteldach und Mittelrisalit mit Zeltdach, 1543 Neues Schloss, zweigeschossiger Nordflügel mit Satteldach und Treppengiebeln, 1541-62, Veränderungen 18. und 19. Jahrhundert Nordwestlicher Quertrakt, Verbindungsbau zur Pfarrkirche, mit Treppenturm, vor 1544 errichtet Kanzleibau, zweigeschossiger Satteldachbau, um 1540/50, Umgestaltungen 18. Jahrhundert und 1845; jeweils mit Ausstattung Torturm, Satteldachbau mit zinnenbesetzten Giebeln, Mitte 16. Jahrhundert, 1845 verändert Ehemalige Hofwaschküche, Mitte 18. Jahrhundert über älterem Kern Wirtschaftsgebäude, Dreiflügelanlage, 18.–19. Jahrhundert Ehemalige Brauerei, Nordfront des Schlossbereichs, langgestreckter Bau, im Kern wohl 16./17. Jahrhundert, bis 20. Jahrhundert Zehentstadel, stattlicher Giebelbau mit Putzgliederung, 1540/60 errichtet Schlossgarten, zum Teil in strengen Formen, zum Teil als englischer Park gestaltet, Umgestaltung 1911 Ummauerung, östliche, südliche und westliche Begrenzung des Gartens, mit Gartenpavillon des mittleren 18. Jahrhunderts an der Ostseite, im Kern 16. Jahrhundert, vergleiche Ensemble | D-7-78-115-6 Wikidata  | weitere Bilder                |
| Fürst-Fugger-Straße 4 (Standort)                                                 | Ehemaliges Mesnerhaus                                                                | Eingeschossiger, langgestreckter Bau mit Mansarddach, zweite Hälfte 18. Jahrhundert; vergleiche Ensemble | D-7-78-115-5 Wikidata  | weitere Bilder                |
| Gänsberg 2 (Standort)                                                            | Wohnhaus                                                                             | Zweigeschossiger Fachwerkbau mit Satteldach und vorkragenden Obergeschossen, 16. Jahrhundert; 1805/06 Wohnhaus des heiligen Klemens Maria Hofbauer | D-7-78-115-1 Wikidata  | weitere Bilder                |
| Heinrich-Engel-Straße 2 (Standort)                                               | Stadtmühle                                                                           | Zweigeschossiger, giebelständiger Satteldachbau und Quertrakt mit Walmdach, im Kern erste Hälfte 18. Jahrhundert | D-7-78-115-7 Wikidata  | weitere Bilder                |
| Kolpingstraße 15 (Standort)                                                      | Gasthaus                                                                             | Zweigeschossiger, giebelständiger Fachwerkbau mit Satteldach und dreifach vorkragendem Giebel, 17./18. Jahrhundert | D-7-78-115-10 Wikidata | Gasthaus                      |
| Kolpingstraße 3 (Standort)                                                       | Ehemaliges Benefiziatenhaus                                                          | Zweigeschossiges Mansarddachhaus, von Johann Georg Beer, 1747 | D-7-78-115-8 Wikidata  | weitere Bilder                |
| Krumbacher Straße (bei Nr. 4, innerhalb des Friedhofs) (Standort)                | Fürstliche Gruft für Karl Fugger, Babenhausen                                        | Neuromanischer Zentralbau in Kapellenform, Einfriedung mit Schmiedeeisengitter, von Leonhard Romeis und Jakob Raffler, 1889/90 | D-7-78-115-37 Wikidata | weitere Bilder                |
| Krumbacher Straße 4 (Standort)                                                   | Friedhofskirche St. Maria                                                            | Pilastergegliederter Saalbau mit flacher Stichkappentonne und eingezogenem Chor, Dachreiter mit Spitzhelm, vermutlich von Michael Stiller, 1722; mit Ausstattung | D-7-78-115-11 Wikidata | weitere Bilder                |
| Krumbacher Straße 8 (Standort)                                                   | Fürstliches Forsthaus                                                                | Zweigeschossiger Zeltdachbau mit abgewalmten Seitenflügeln und Putzgliederung, 1789 | D-7-78-115-12          | Fürstliches Forsthaus         |
| Marktplatz 2 (Standort)                                                          | Ehemaliges Fürstlich Fuggersches Gerichtsgebäude, später Amtsgericht                 | Stattliche zwei- beziehungsweise dreigeschossige Zweiflügelanlage mit Walmdächern, 18. Jahrhundert; vergleiche Ensemble | D-7-78-115-14 Wikidata | weitere Bilder                |
| Schrannenstraße 8 (Standort)                                                     | Ehemaliges Zunfthaus                                                                 | Zweigeschossiger Satteldachbau mit vorkragenden Fachwerkgiebeln, 17./18. Jahrhundert | D-7-78-115-15          | weitere Bilder                |
| Stadtgasse 1 (Standort)                                                          | Gasthof                                                                              | Zweigeschossiger, traufständiger Mansarddachbau mit Putzgliederung, Ende 18. Jahrhundert | D-7-78-115-17          | weitere Bilder                |
| Stadtgasse 4 (Standort)                                                          | Fugger-Apotheke                                                                      | Dreigeschossiges Walmdachhaus, um 1800 | D-7-78-115-18 Wikidata | weitere Bilder                |
| Stadtgasse 5 (Standort)                                                          | Wohn- und Geschäftshaus                                                              | Zweigeschossiger, giebelständiger Satteldachbau, durch Volutengiebel und Eckquaderung ausgezeichnet, in Formen der Neurenaissance, um 1880 | D-7-78-115-19 Wikidata | weitere Bilder                |
| Stadtgasse 6 (Standort)                                                          | Wohn- und Geschäftshaus                                                              | Zweigeschossiger, giebelständiger Satteldachbau, in Formen der Renaissance, um 1880/90 | D-7-78-115-20 Wikidata | weitere Bilder                |
| Stadtgasse 8 (Standort)                                                          | Ehemaliges Gasthaus zur Sonne                                                        | zweigeschossiger Putzbau mit Satteldach, im Kern 2. Hälfte 17./Anfang 18. Jahrhundert, Fassade mit Dreistaffelgiebel im 19. Jahrhundert neu gestaltet, rückwärtiger Anbau mit obergeschossigem Gastsaal Mitte 19. Jahrhundert | D-7-78-115-42          | Ehemaliges Gasthaus zur Sonne |
| Stadtgasse 11 (Standort)                                                         | Ehemalige Münze, jetzt Wohn- und Geschäftshaus                                       | Zweigeschossiger, giebelständiger Satteldachbau, südliche Haushälfte mit Fachwerkobergeschoss und Giebel, im Kern 17. Jahrhundert, im 19. Jahrhundert umgestaltet | D-7-78-115-23          | weitere Bilder                |

### Klosterbeuren
| Lage                                                        | Objekt                                                                                     | Beschreibung | Akten-Nr.              | Bild                                       |
| ----------------------------------------------------------- | ------------------------------------------------------------------------------------------ | --- | ---------------------- | ------------------------------------------ |
| Baumgarten 2 (Standort)                                     | Ehemaliger Pfarrhof                                                                        | Zweigeschossiger Zeltdachbau mit profiliertem Traufgesims, 1719 erbaut Stadel, Satteldachbau mit korbbogigen Einfahrten, wohl Ende 18. Jahrhundert | D-7-78-115-27 Wikidata | Ehemaliger Pfarrhof                        |
| Dorfstraße 49 (Standort)                                    | Pfarrhaus                                                                                  | Zweigeschossiger Zeltdachbau mit Erker, Anfang 20. Jahrhundert | D-7-78-115-44 Wikidata | weitere Bilder                             |
| Dorfstraße 52 (Standort)                                    | Ehemalige Klosterwirtschaft, jetzt Gasthof                                                 | Zweigeschossiger, traufständiger Satteldachbau, 18. Jahrhundert | D-7-78-115-26 Wikidata | Ehemalige Klosterwirtschaft, jetzt Gasthof |
| Friedhofweg (Standort)                                      | Steinkreuz                                                                                 | Tuffstein, wohl spätmittelalterlich | D-7-78-115-30 Wikidata | weitere Bilder                             |
| Kirchstraße 16 (Standort)                                   | Katholische Pfarrkirche St. Ursus, ehemalige Franziskanerinnenklosterkirche St. Franziskus | Flachgedeckter Saalbau mit eingezogenem Chor und südlichem Seitenschiff, südlicher Satteldachturm von Annexen umschlossen, Turm und Chor im Kern spätgotisch, zweites Viertel 15. Jahrhundert, Chorumbau und Langhaus erstes Viertel 18. Jahrhundert, Umbau durch Ulrich Fendt 1740/41 und durch Franz Xaver Deutschenbaur 1869; mit Ausstattung | D-7-78-115-24 Wikidata | weitere Bilder                             |
| Kirchstraße 16 (in der Südostecke des Friedhofs) (Standort) | Friedhofskapelle                                                                           | Kurzer, dreiseitig geschlossener Bau, um 1625; mit Ausstattung | D-7-78-115-25 Wikidata | weitere Bilder                             |
| Kirchstraße 18 (Standort)                                   | Wohnhaus, Westtrakt des ehemaligen Klosters                                                | Zweigeschossiger Walmdachbau, im Kern 17./18. Jahrhundert, erneuert; mit Ausstattung | D-7-78-115-29 Wikidata | weitere Bilder                             |

### Unterschönegg
| Lage                        | Objekt                           | Beschreibung | Akten-Nr.              | Bild                             |
| --------------------------- | -------------------------------- | --- | ---------------------- | -------------------------------- |
| Unterschönegg 16 (Standort) | Kapelle St. Petrus von Alcantara | Pilastergegliederter Saalbau mit westlichem Zeltdachturm, Mitte 18. Jahrhundert, Turm nach Mitte 19. Jahrhundert; mit Ausstattung | D-7-78-115-31 Wikidata | Kapelle St. Petrus von Alcantara |

## Ehemalige Baudenkmäler
In diesem Abschnitt sind Objekte aufgeführt, die früher einmal in der Denkmalliste eingetragen waren, jetzt aber nicht mehr. Objekte, die in anderem Zusammenhang also z. B. als Teil eines Baudenkmals weiter eingetragen sind, sollen hier nicht aufgeführt werden. Aktennummern in diesem Abschnitt sind ehemalige, jetzt nicht mehr gültige Aktennummern.

| Lage                                     | Objekt       | Beschreibung                                                    | Akten-Nr.                         | Bild         |
| ---------------------------------------- | ------------ | --------------------------------------------------------------- | --------------------------------- | ------------ |
| Babenhausen Schrannenstraße 8 (Standort) | Nischenfigur | Heiland, 18. Jahrhundert                                        | D-7-78-115-33 jetzt D-7-78-115-15 | Nischenfigur |
| Klosterbeuren Dorfstraße 8 (Standort)    | Bauernhaus   | Mittertennbau mit profilierten Gesimsen, Anfang 19. Jahrhundert | D-7-78-115-28 Wikidata            | BW           |

## Abgegangene Baudenkmäler
In diesem Abschnitt sind Objekte aufgeführt, die früher einmal in der Denkmalliste eingetragen waren, jetzt aber nicht mehr existieren, z. B. weil sie abgebrochen wurden. Aktennummern in diesem Abschnitt sind ehemalige, jetzt nicht mehr gültige Aktennummern.

| Lage                                    | Objekt   | Beschreibung                                                                              | Akten-Nr.             | Bild     |
| --------------------------------------- | -------- | ----------------------------------------------------------------------------------------- | --------------------- | -------- |
| Babenhausen Kolpingstraße 11 (Standort) | Wohnhaus | Zweigeschossiger, giebelständiger Satteldachbau mit Fachwerkgiebel, Mitte 18. Jahrhundert | D-7-78-115-9 Wikidata | Wohnhaus |